# Jutta Urpilainen
Jutta Pauliina Urpilainen (Lapua, 4.08.1975) és una política socialdemòcrata finlandesa i és l'actual Comissària Europea d'Associacions Internacionals.
Filla del diputat finlandès Kari Urpilainen, és mare adoptiva de dos nens colombians. El 2002 obté el Màster en Educació per la Universitat de Jyväskylä, i de fet va exercir d'ensenyant durant dos cursos (2001-2003). Però de ben jove va entrar a militar a les joventuts del Partit Socialdemòcrata de Finlàndia (SPD), partit en el qual ha anat seguint la seva trajectòria política.
Com a candidata del SDP va ser elegida per primer cop el 2000 en un consell municipal, el de Kokkola. A les eleccions legislatives del 2003 va ser elegida diputada al l'Eduskunta (el Parlament unicameral de Finlàndia) per la circumscripció de Vaasa, tot conservant el seu càrrec municipal (el 2005 va ser nomenada vicepresidenta del consell municipal de Kokkola). El 2007 és reelegida diputada i passa a ser vicepresidenta del grup parlamentari socialdemòcrata. El juny del 2008 fou elegida, amb només 32 anys, presidenta del partit SDP, havent-se imposat sorprenentment al veterà Erkki Tuomioja, esdevenint així la primera dona que assumia el càrrec de màxima dirigent del partit. Arran de les eleccions del 17 d'abril del 2011 el SDP, tot i perdre uns deu punts, va optar per formar part del govern de coalició presidit pel conservador Jyrki Katainen, i Jutta Urpilainen va ser nomenada Vice-primera ministra i Ministra de Finances. En el congrés del SPD celebrat el 9 de maig del 2014, no obstant, fou derrotada pel sindicalista Antti Rinne tot i que per un estret marge de 257 vots contra 243; Rinne passa a ser el nou president del SDP i Urpilainen també es retira dels seus càrrecs al govern. Tot i així, va seguir ocupant l'escó de diputada al Parlament finlandès, per la circunscripció de Vaasa, on del 2015 al 2019 fou membre del Comitè parlamentari sobre els Afers Estrangers. Del 2013 al 2014 també va ser membre del Comitè pel Desenvolupament del grup Banc Mundial - Fons Monetari Internacional (FMI), així com de la Comissió Nacional per al Desenvolupament Sostenible. I del 2017 al 2019, va ser igualment Representant especial sobre Mediació del Ministre d'Afers Estrangers.
A la Comissió Europea constituïda sota la presidència de l'alemanya Ursula von der Leyen, i quan tot just acabava de gaudir del seu permís de maternitat per l'adopció del seu segon fill, Jutta Urpilainen va ser nomenada per ocupar la cartera de Comissària Europea d'Associacions Internacionals, que és la nova denominació que ha adoptat l'antiga cartera de cooperació internacional i per al desenvolupament sostenible. Va entrar a ocupar el càrrec el dia 1 de desembre del 2019 i, en principi, l'ocuparà fins a finals del 2024. Substitueix en aquesta cartera a l'anterior Comissari Europeu de Cooperació Internacional i Desenvolupament, el croat Neven Mimica, també socialdemòcrata.